# Azurém
Azurém ist eine Ortschaft und Gemeinde im Norden Portugals.
Die Universität Minho unterhält hier eine ihrer zwei Außenstellen, den Campus de Azurém.

## Geschichte
Funde deuten auf eine mögliche vorgeschichtliche Besiedlung seit der Jungsteinzeit bis zur Castrokultur hin. Die heutige Ortschaft entstand möglicherweise während der Siedlungspolitik im Zuge der christlichen Reconquista.
Die älteste dokumentierte Erwähnung der heutigen Ortschaft stammt aus dem Jahr 959, als Villa de Asoredi. In den königlichen Registern von 1220 und 1258 wurde die Gemeinde unter dem Namen Sancto Petro de Asorei geführt.

## Verwaltung
Azurém ist Sitz einer gleichnamigen Gemeinde (Freguesia) im Kreis (Concelho) der Stadt Guimarães, im Distrikt Braga. Die Gemeinde besitzt eine Fläche von 2,9 km² und hat 9089 Einwohner (Stand 19. April 2021).
Die Gemeinde besteht aus folgenden Ortschaften und Wohnvierteln:

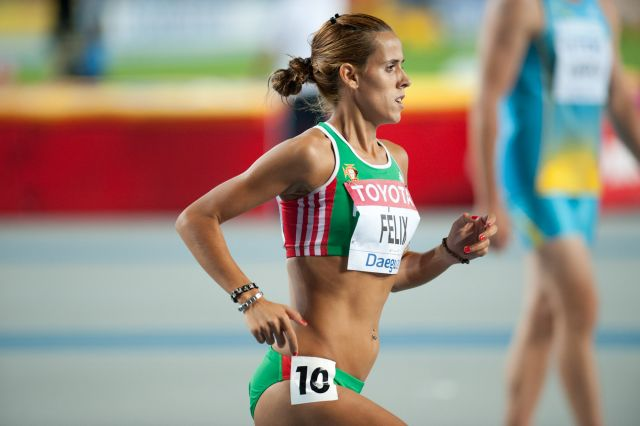
Ana Dulce Félix bei den Weltmeisterschaften 2011 in Daegu

- Azurém
- Bairro da Madre de Deus
- Cancelas da Veiga
- Conceição
- Monte Largo
- Pegada
- Sobreiro
- Urbanização das Quintas
- Urbanização S. Pedro

## Söhne und Töchter der Gemeinde
- Luís Marques Mendes (* 1957), Jurist und Politiker der Sozialdemokraten
- Ana Dulce Félix (* 1982), Leichtathletin, Europameisterin 2012 über 10.000 Meter